# Liste der Kulturdenkmäler in Bachenberg
In der Liste der Kulturdenkmäler in Bachenberg sind alle Kulturdenkmäler der rheinland-pfälzischen Gemeinde Bachenberg aufgelistet. Grundlage ist die Denkmalliste des Landes Rheinland-Pfalz (Stand 4. Mai 2023).

## Einzeldenkmäler
| Bezeichnung | Lage                | Baujahr         | Beschreibung | Bild |
| ----------- | ------------------- | --------------- | --- | ---- |
| Hofanlage   | Hauptstraße 10 Lage | 18. Jahrhundert | Hofanlage; Fachwerkhaus, teilweise massiv, 18. Jahrhundert, stattliche Fachwerkscheune, 18. oder 19. Jahrhundert | BW   |